# エレーナ・ボドレゾワ
エレーナ・ゲールマノヴナ・ボドレゾワ（ロシア語: Елена Германовна Водорезова, ラテン文字転写: Elena Germanovna Vodorezova, 1963年5月21日 - ）は、旧ソビエト連邦出身の女性フィギュアスケート選手で現在はフィギュアスケートコーチ。1976年インスブルックオリンピック、1984年サラエボオリンピック女子シングルソビエト連邦代表。1983年世界選手権3位。結婚後はエレーナ・ブイアノワ（ロシア語: Елена Буянова, ラテン文字転写: Elena Buianova）としても活動。

## 経歴
1975-1976年シーズンより本格的に国際大会へ出場した。1976年インスブルックオリンピックではコンパルソリーフィギュアで18位と大きく出遅れ、フリースケーティングでは5位だったものの総合12位に終わる。1978年欧州選手権でソビエト連邦女子シングル選手として初めてのメダル獲得となる3位となったが、以後はケガに悩まされるようになり競技会から離れた。
1981-1982年シーズン、4シーズンぶりに出場した1982年欧州選手権で自身2度目となる3位となり、翌1982-1983年シーズンには1983年欧州選手権で2位、世界選手権では3位。これはソビエト連邦女子シングル選手初のメダル獲得でもあった。2度目のオリンピックとなった1984年サラエボオリンピックではメダル獲得も期待されたが、コンパルソリーフィギュアで2位スタートとなったものの、ショートプログラムおよびフリースケーティングで大きく乱れ総合8位に終わりメダル獲得はならなかった。のちに引退。
引退後はフィギュアスケートコーチとなり、タチアナ・タラソワとともにモスクワを拠点として主にロシア選手の指導を行っている。主な教え子にソチオリンピック金メダリストのアデリナ・ソトニコワ、エレーナ・ラジオノワ、マリア・ソツコワ、アナスタシヤ・グバノワ、男子シングルではアンドレイ・グリアゼフ（タラソワと共同で見ていた）、アルテム・ボロデュリン、マキシム・コフトゥン、アディアン・ピトキーエフらがいる。

## 主な戦績
| 大会/年        | 1975-76 | 1976-77 | 1977-78 | 1978-79 | 1979-80 | 1980-81 | 1981-82 | 1982-83 | 1983-84 |
| -------------- | ------- | ------- | ------- | ------- | ------- | ------- | ------- | ------- | ------- |
| オリンピック   | 12      |         |         |         |         |         |         |         | 8       |
| 世界選手権     | 11      | 7       | 6       |         | 棄権    |         | 5       | 3       |         |
| 欧州選手権     | 8       | 5       | 3       |         |         |         | 3       | 2       | 棄権    |
| モスクワ国際   | 1       | 1       |         |         |         |         |         |         |         |
| ソビエト選手権 | 1       | 1       |         |         | 1       |         | 1       | 1       |         |